# Himiko (película)
Himiko (jap. 卑弥呼) es una película japonesa de drama, fantasía e historia dirigida por Masahiro Shinoda de 1974. Compitió en el 27.º Festival de Cannes.

## Sinopsis
La película cuenta la historia de la vida de Himiko, una emperatriz-chamana japonesa del siglo III. Se basa en las leyendas y creencias japonesas.

## Premios
Compitió en el 27.º Festival de Cannes en el 1974.